# 戈登·S·伍德
戈登·S·伍德（英語：Gordon Stewart Wood，1933年11月27日—）是一位美国历史学家，布朗大学教授。主要作品有《美利坚共和国的缔造：1776–1787年》（The Creation of the American Republic, 1776–1787，获班克洛夫特獎）、《美国革命的激进主义》（The Radicalism of the American Revolution，获普利策历史奖）、《自由帝国：共和国初期的历史，1789–1815年》（Empire of Liberty: A History of the Early Republic, 1789–1815，1974年初版，列入牛津美国史第四卷）等。